# Овечкино (село, Алтайский край)
Ове́чкино — село в Завьяловском районе Алтайского края России. Административный центр Овечкинского сельсовета.

## История
Село было основано в 1763 году (по другим данным — в 1715 году). В «Списке населенных мест Российской империи» 1868 года издания населённый пункт упомянут как заводское село Барнаульского округа (2-го участка) при реке Кулунде, расположенное в 185 верстах от уездного города Барнаула. В селе имелось 136 дворов и проживало 684 человека (308 мужчин и 376 женщин). Функционировала православная церковь.

По состоянию на 1911 год село Овечкинское входило в состав Завьяловской волости Барнаульского уезда и включало в себя 512 дворов. Население на тот период составляло 2316 человек. Действовали церковь, сельская управа, хлебозапасный магазин, четыре торговых лавки, маслодельный завод, две семидневные ярмарки и казённая винная лавка.

В 1926 году в селе имелось 448 хозяйств и проживало 2103 человека. В административном отношении Овечкино являлось центром сельсовета Завьяловского района Каменского округа Сибирского края.

## География
Село находится в западной части Алтайского края, в пределах Кулундинской равнины, на берегах реки Кулунда, на расстоянии примерно 23 километров (по прямой) к северо-востоку от села Завьялово, административного центра района. Абсолютная высота — 151 метр над уровнем моря.

Климат умеренный, резко континентальный. Средняя температура января составляет −18,6 °C, июля — +19,3 °C.

## Население
| 1926 | 1997 | 1998 | 1999 | 2000 | 2001 | 2002 |
| ---- | ---- | ---- | ---- | ---- | ---- | ---- |
| 2103 | ↘935 | ↗974 | ↘953 | ↘951 | ↘945 | ↘904 |
| 2003 | 2004 | 2005 | 2006 | 2007 | 2008 | 2009 |
| ↘902 | ↘856 | ↗861 | ↘809 | ↗816 | ↘754 | ↘746 |
| 2010 | 2011 | 2012 | 2013 |      |      |      |
| ↘657 | ↗659 | ↘648 | ↘618 |      |      |      |

Согласно результатам переписи 2002 года, в национальной структуре населения русские составляли 96 %.

## Инфраструктура
В селе функционируют средняя общеобразовательная школа, детский сад, фельдшерско-акушерский пункт (филиал КГБУЗ «Центральная районная больница с. Завьялово»), дом культуры и отделение Почты России.

## Улицы
Уличная сеть села состоит из 9 улиц и 2 переулков.